# شهرستان سلسله
شهرستان سلسله یکی از شهرستان های استان لرستان است، که در شمال این استان قرار دارد. مرکز این شهرستان، شهر الشتر می‌باشد.

## نام
سلسله شخصی نهاوندی بوده‌است که دارای سه فرزند به نام‌های حسن (جد حسنوندها) و یوسف (جد یوسفوندها) و کُلی (لکی قُلی _ جد کولیوندها) بوده‌است. در حال حاضر جز حسنوندها که در همان سلسله پراکنده هستند قسمت اعظمی از کولیوندها و یوسف‌وندها به شهرهای کنگاور، هرسین، دره‌شهر، کرج، کلاردشت و رودهن مهاجرت کرده‌اند. اَلَشْتَر، شهری از شهرستان سلسله در استان لرستان. نام الشتر در مآخذ اسلامی به صورتهای لاشتر  لیشتر آمده است. یاقوت آن را به دو گونة اشتر و لاشتر آورده، ولی تلفظ محلی آنجا را لیشتر دانسته است.وجه اشتقاق آن را، برخی با کلمة ایشتار (عشتر) ممکن دانسته‌اند ولی مبنای علمی برای این گفته وجود ندارد.

## مردم

### نژاد
حجت الله حیدری که خود الشتری است، درباره ریشه نژادی سلسله نوشته است مردمان سلسله از نژاد لر اند،و در ادامه به زبان لکی سخن می گویند. و مردم الشتر جز طوایف لک اند درباره وجه تسمیه طوایف لک نوشته، شامل بیرانوند ها و حسنوند ها(سلسله)،دلفان ها بودند و چون این ایلات صد هزار نفر بودند، لک خوانده شدند لک در زبان سانسکریت و پهلوی به معنی صد هزار است. افزون براین طوایف سلسله برخی طوایف امیر سوری قلائی سیاهپوش در شهرستان ساکن اند و به زبان مینجایی سخن می گویند.

### تبار
عمده مردم الشتر از سه طایفه یوسفوند قلیوند حسنوند اند این سه طایفه از ایل سلسله اند،درباره سلسله و دلفان نوشته اند دو برادر نهاوندی بودند که در جنگ توسط اعراب اسیر شده و بعدا از زندان فرار کرده و به سرزمین مادری خود لرستان باز می گردند و تشکیل خانواده داده و بعدا نوادگان آنها ایلات سلسله و دلفان را تشکیل دادند.

## جغرافیا
وسعت شهرستان سلسله ۱۲۱۲ کیلومتر مربع است. این شهرستان در ۲۷ دقیقه و ۴۸ درجه شرقی و ۳۲ دقیقه و ۳۳ درجه شمالی قرار گرفته‌است. آب و هوای معتدل کوهستانی دارد. جمعیت این شهرستان، پس از جدا شدن بخش خاوه و ملحق شدن آن به شهرستان دلفان، ۷۰۵۸۶ نفر است.
این شهرستان از شمال به شهرستان نهاوند، از جنوب به شهرستان دوره، از جنوب شرق به شهرستان خرم‌آباد، از شمال غرب به شهرستان دلفان و از شمال شرق به شهرستان بروجرد منتهی می‌گردد.

## تاریخ
در سال ۱۸۹۴ میلادی (۱۲۷۳ خورشیدی) محمدحسین میرزا حشمت‌الدوله فرزند محمدعلی‌میرزا دولتشاه که حاکم لرستان و خوزستان بود، بخش بزرگی از طوایف سلسله را که پیشتر به صورت کوچ‌نشینی زندگی می‌کردند در دشت الشتر یکجانشین کرده و در ۱۲۰ روستا اسکان داد.
همچنین برخی حکمرانان این شهرستان (از جمله مهرعلی‌خان حسنوند) در طول تاریخ با سایر ایلات لرستان تنش‌هایی داشته‌اند.

## جمعیت
بر اساس سرشماری مرکز آمار ایران در سال ۱۳۹۵ جمعیت این شهرستان ۷۵٬۵۵۹ نفر برآورد شده که ۳۸٬۲۴۲ نفر مرد و ۳۷٬۳۱۷ نفر زن بوده‌اند. شهرستان سلسله دارای ۲۱٬۱۴۰ خانوار می‌باشد.

## بخش‌ها و دهستانها
- بخش مرکزی شهرستان سلسله
  - دهستان ندر
  - دهستان دوآب
  - دهستان قلعه‌مظفری
  - دهستان هنام
  - دهستان یوسف‌وند
- بخش فیروزآباد
  - دهستان فیروزآباد
  - دهستان قلائی

## جای‌های دیدنی

### سرابها
- کهمان
- امیر
- زز
- هنام
- سرخه
- دوآب (صیدعلی)

### رودخانه‌ها
- ولم (کاکارضا)
- کهمان
- دوآب
- هنام

### آبشارها
- آو تاف
- آبشار کاکارضا
- پرسک

#### کوه‌ها
- گرین
- ولاش
- اسپژ
- مهاب
- خرگوشناب
- دراش